# 口紅

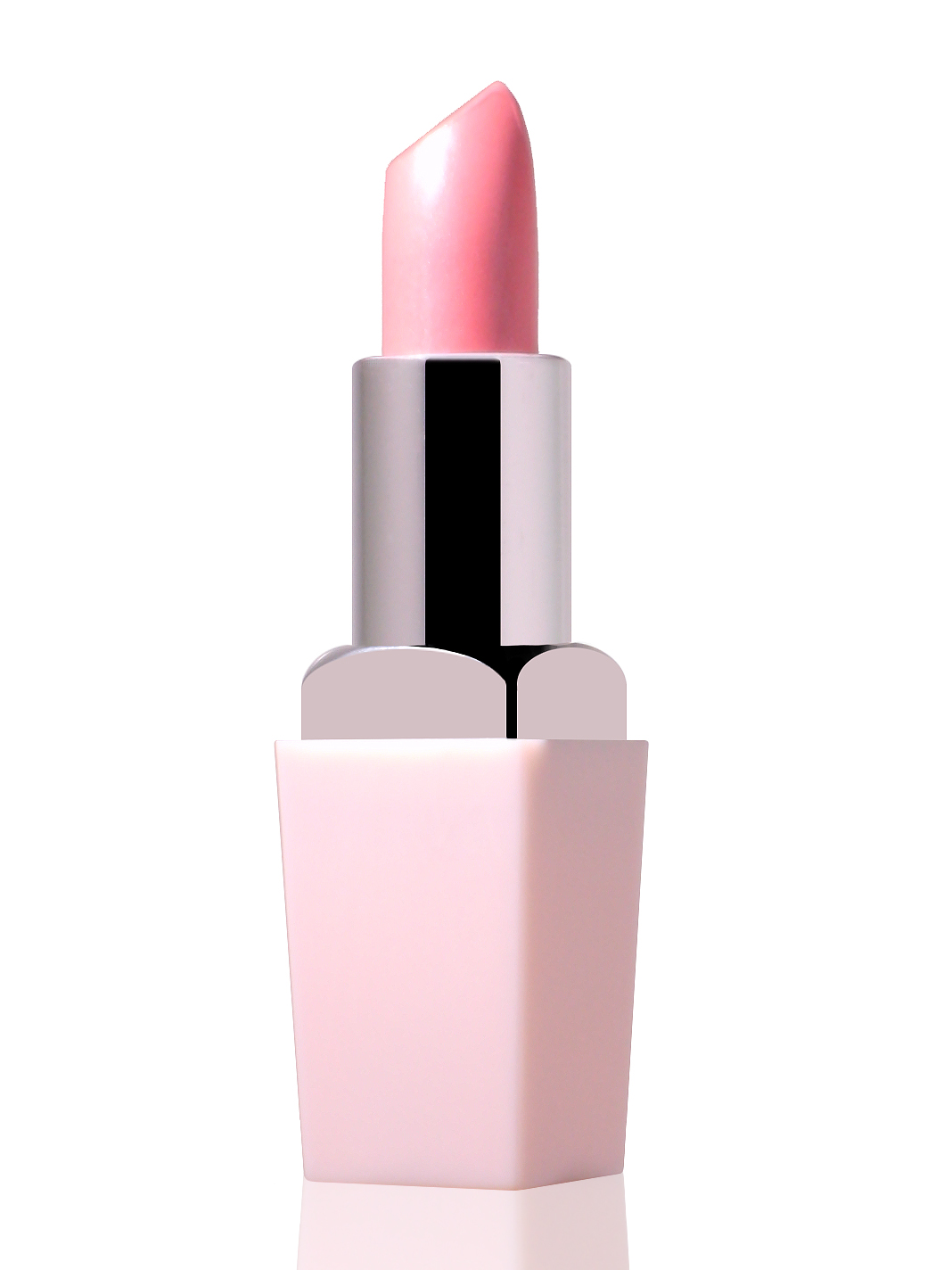
口紅

口紅，是一種主要使用於嘴唇上並可以增加嘴脣的色澤或改變嘴唇的顏色的化妝品。口红是彩妝中最重要的化妝品之一；主要成份包含蠟、油和食用色素。最初的口紅是膏狀，與現今的唇蜜相似，子彈型的口紅是在第一次世界大戰時才發明的。
許多化妝品廠商會以顏色或流行的名稱來為口紅命名，第一個不以口紅顏色為名而以號碼行銷的品牌是伊夫·圣罗兰。

## 口紅的歷史
考古學家發現，世界上的第一支口紅在蘇美人的城市烏爾被發現，約五千年前。古埃及人會使用黑色、橘色、紫紅色的唇膏，男性也會使用；古羅馬時代一種名為Fucus的口紅是以紫紅色含水銀的植物染液和紅酒沉澱物所製成。男性也會塗口紅。中國唐朝貴族婦女和教坊歌妓喜歡以檀色（赭紅）注唇，後世沿用。在維多利亞女王時期，口紅被視為是妓女的用品，使用口紅是一種禁忌。根據文獻記載，伊莉莎白一世以口紅抹粉來對抗死亡。中國古代稱為口脂，有製成筒狀，也有些是粉狀，粉狀口紅的用法是將色素塗於紙的兩面，用嘴唇抿住後，顏色自然會附於唇上。
大約在1660-1789年，歐洲的法國和英國男士間流行塗口紅。
十八世紀美國的清教徒移民並不流行塗口紅，愛美的女人會趁人不注意時以絲帶摩擦嘴唇，以增加紅潤，這樣的情形直到十九世紀，十九世紀流行蒼白，口紅和化妝品被視為禁忌，而轉為以藥品型式販售。
法國嬌蘭(Guerlain)將管狀口紅引進美國，販售對象主要為少數貴族，第一支金屬管口紅是由美國康乃狄克州沃特伯里的毛里斯李維和史柯維爾製造公司(Maurice Levy and the Scovil Manufacturing Company)於1915年製造，屬於大眾化產品。
1912年紐約市婦女參政權論者的示威活動中，著名的女性主義者都抹上口紅，把口紅示為婦女解放的象徵。1920年代的美國，由於电影的流行，也帶動了口紅的流行，其後各類口紅顏色的流行都會受到影視明星的影響，而帶動風潮。但當時的口紅是以肥皂為基底，使用起來並不讓人感到舒適。
1940年代的美國女性受到戰爭的影響，會以化妝來保持好臉色，當時最大的口紅廠商之一Tangee，曾推出一個名為「戰爭、女人和口紅」的廣告。
1950年戰爭結束，女星們帶動將唇形顯得飽滿、魅惑的流行。1960年代，由於流行白色與銀色等淺色的口紅妝，魚鱗被用來製造出閃動的效果。1970年流行時，紫色是一種流行的口紅顏色，而龐克族喜愛的口紅顏色為黑色。一些新世紀奉行者(New Ager)開始將自然植物的成份帶入口紅之中。接著搖滾樂手的裝扮帶動了男人使用口紅的風潮。特別是1980年代的喬治男孩樂團。1990年代的口紅開始出現咖啡色的口紅，在某些搖滾樂團中也出現了使用黑、藍色的唇色。1990年代末期，維他命、藥草、香料等材料被大量添加於口紅之中。2000年後，潮流走向展現自然美感，較常選用珍珠色及淡紅色，顏色不誇張，色彩自然而有光澤。

## 口紅的成份
- 基底：油、蠟、軟化劑，使口紅能夠凝固、持久

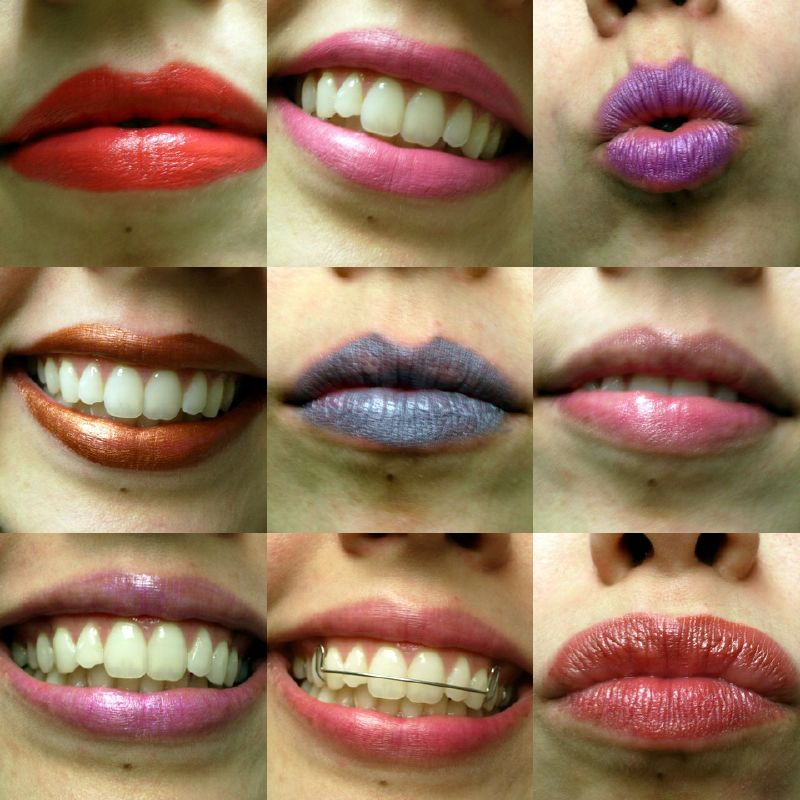
不同颜色的口红

  - 蠟：蜂蠟、棕櫚蠟、蜜蠟最常被使用的，棕櫚蠟較不易熔化
  - 油：礦物油、蓖麻油、羊毛脂，石蠟油(凡士林)
  - 軟化劑可增加顏色附著到唇上的能力，也可滋潤

唇蜜含有較多的油，較少的蠟。
- 著色劑:含有顏料或染料，口紅使用的顏料須為較細的顆粒，才能均勻附著於唇上。
- 香料和調味，可掩去上述成份的味道。

化學家認為口紅的六種基本成分為蜜蠟、棕櫚蠟、堪地里拉蠟(candelilla wax，一種植物蠟)、蓖麻油、羊毛脂、石蠟。
成分比為：蓖麻油65%，蜜蠟15%，棕櫚蠟8-10%，羊毛脂5%，些許著色劑和香味。
一些具閃爍效果的口紅也包含了雲母、氧化鐵、二氧化鈦等成份。某些較鮮紅或暗紅效果的口紅，成份中可能含有寄生在仙人掌上乾胭脂蟲(cochineal)，也包含了一些防腐的成份。

## 口紅的保存
口紅可保存於常溫之下，存放地點應避免高溫。當口紅破裂時，可以用打火機將斷裂的兩截修復，然後冰於冰箱中，直到變硬。為了保持口紅的衛生，可以用少量的酒精清洗口紅。口紅的保存期限約一至兩年，當口紅的顏色改變或發出異味時，應停止使用。